# Jim Gibbs
James Elmer Gibbs, detto Jim (Mill Spring, 19 agosto 1913 – Bartlett, 31 maggio 2010), è stato un cestista statunitense, professionista nella NBL.
Era il fratello di John Gibbs.

## Carriera
Giocò per due stagioni nella NBL, disputando complessivamente 56 partite con 5,5 punti di media.